# American Forestry
American Forestry (abreviado Amer. Forest.) fue una revista con ilustraciones y descripciones botánicas que fue editada en Washington D. C. Fueron publicados los números 16-29 en los años 1911-1924. Fue precedida por Conservation y reemplazada por American Forests and¹Forest Life. Journal of the American Forestry Association.